# Silly-le-Long
Silly-le-Long is een gemeente in het Franse departement Oise (regio Hauts-de-France). De plaats maakt deel uit van het arrondissement Senlis. Silly-le-Long telde op 1 januari 2022 1.206 inwoners.

## Geografie
De oppervlakte van Silly-le-Long bedroeg op 1 januari 2022 11,35 vierkante kilometer; de bevolkingsdichtheid was toen 106,3 inwoners per km².

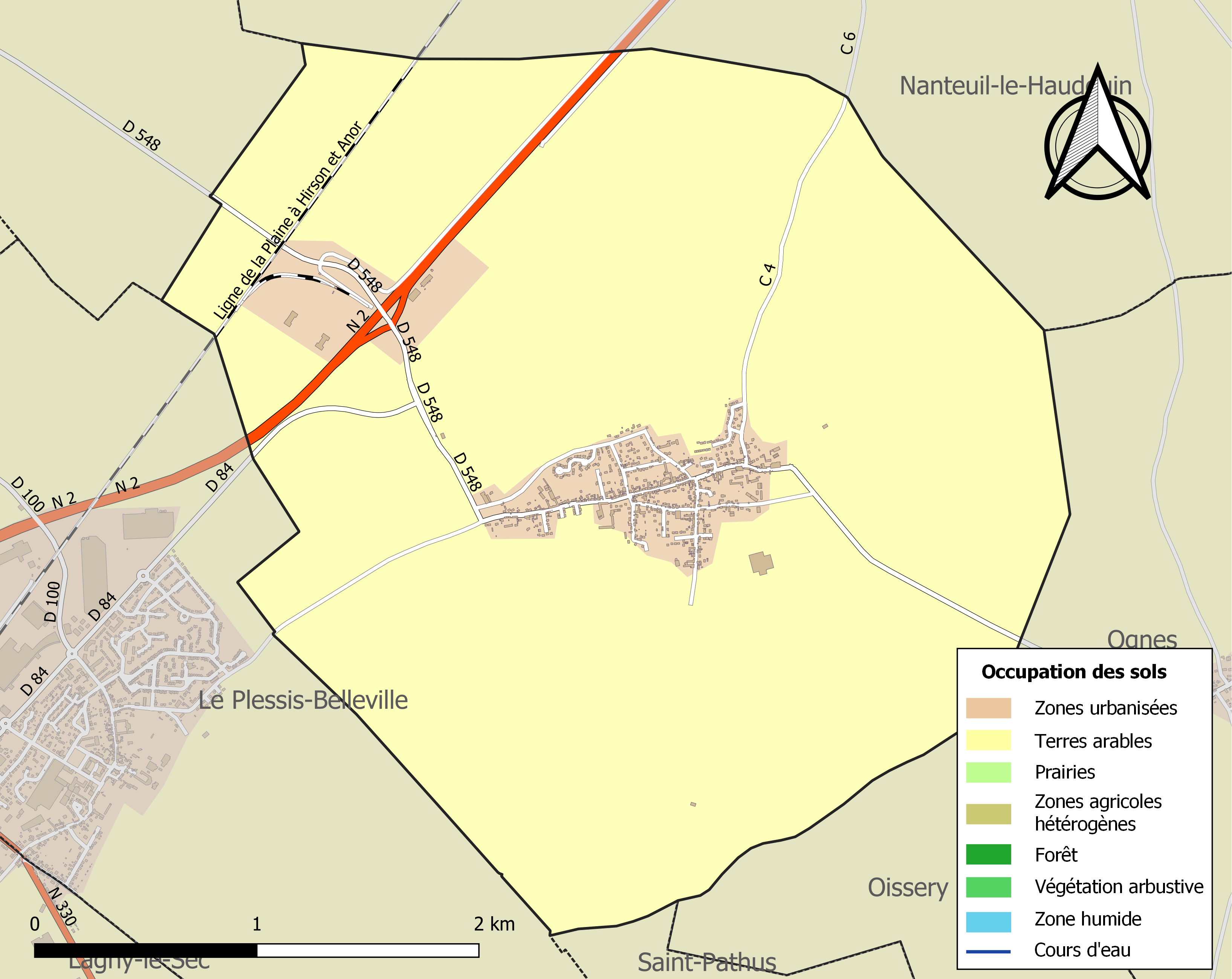
Kaart van de gemeente met belangrijkste infrastructuur, bodemgebruik en omliggende gemeenten

## Demografie
Onderstaande figuur toont het verloop van het inwonertal (bron: INSEE-tellingen).

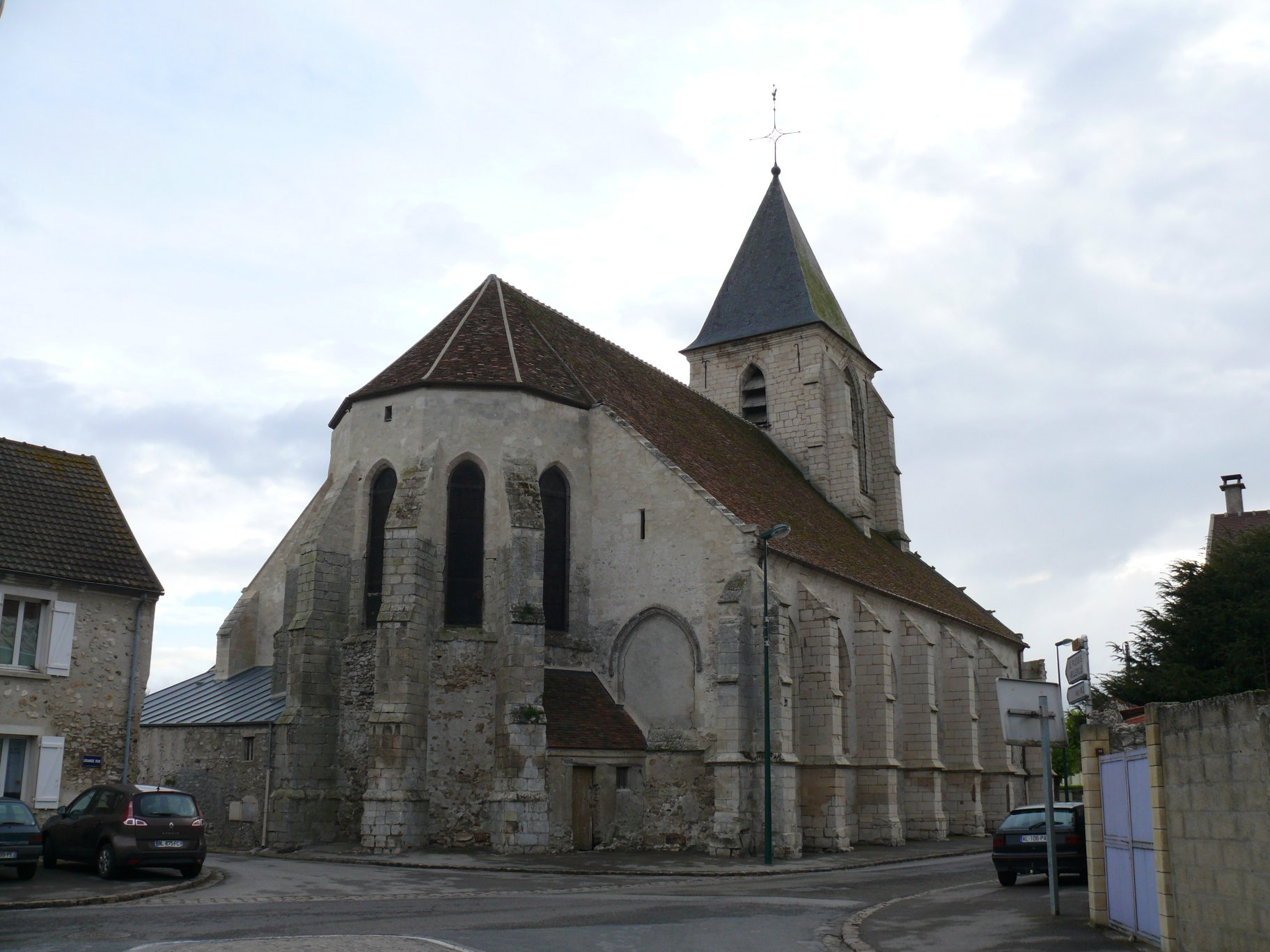
Kerk van Silly-le-Long